# Kirisik
Kirisik is een bestuurslaag in het regentschap Sumedang van de provincie West-Java, Indonesië. Kirisik telt 5067 inwoners (volkstelling 2010).